# 프로세스 최적화
프로세스 최적화  또는 과정 최적화는 특정 조건을 벗어나지 않으면서 매개변수의 집합을 최적화하기 위하여 과정을 조정하는 방법이다. 가장 일반적인 목표는 비용을 최소화하고 처리량 또는 효율성을 극대화하는 것이다. 프로세스 최적화는 특히 산업 전반에서의 결정이 필요할 때 주요한 양적 도구로서 활용된다.

## 방법
기본적으로 다음과 같은 3개의 매개변수가 최적 양상을 이끌어낼 수 있도록 조정된다.
- 장비 최적화

프로세스 최적화의 시작은 장비 최적화로, 현존하는 장비가 최고 이익을 생산해 내고 있는지, 즉 운영 과정의 정보를 참고하여 각 장비들이 만들어 내고 있는 병목 현상이 존재하는지를 분석하여 확인하는 것이다.
- 운영 절차

운영 절차는 개개인 또는 근무시간대에 따라 매우 유동적이다. 이 과정에서 공장의 자동화는 꽤 도움이 될 수 있다. 그러나 자동화는 공장을 작동시키는 사람이 제어권을 얻어 공장을 수동형으로 돌릴 경우 당연히 별 도움이 될 수 없다.
- 컨트롤 최적화

화학공장이나 정유공장 등 전형적인 과정을 거치는 공장에서는 수 백에서 수 천 개의 제어 루프라는 것이 있다. 각 제어 루프는 온도, 수준, 흐름을 유지시키는 것과 같은 과정에서 한 부분을 제어한다.
제어 루프가 제대로 작동하지 않을 경우 생산 과정은 당연히 최적의 상태에서 벗어날 수 밖에 없다. 이 경우 공장을 돌릴 때 비용이 더욱 많이 들게 되고, 장비들 또한 쉽게 내구도가 떨어질 수 밖에 없다. 각 제어 루프를 최적의 상태로 돌리기 위해서는 센서, 밸브, 미세한 조정이 요구되는 부분을 주의깊게 살피는 것이 중요하다.

## 같이 보기
- 다구치 방법